# باول برونيل
باول برونيل هو مقدم برامج إذاعية وكاتب أغاني كندي، ولد في 10 يونيو 1923 في غرانبي في كندا، وتوفي في 24 نوفمبر 1994 في مونتيريجي في كندا.

## وصلات خارجية
- باول برونيل على موقع IMDb (الإنجليزية)
- باول برونيل على موقع ميوزك برينز (الإنجليزية)
- باول برونيل على موقع ديسكوغز (الإنجليزية)